# Gulnäckrossläktet
Gulnäckrossläktet (Nuphar) är ett växtsläkte med i familjen näckrosväxter med 10–12 arter i Europa, Nordafrika, Asien och Nordamerika. Släktet är systematiskt svårt och de flesta arterna är närbesläktade och har mellanformer. Vanliga namn är bland annat näckros (eurasiska arter; delas med många andra släkten i samma familj), som Nuphar advena (en nordamerikansk art).

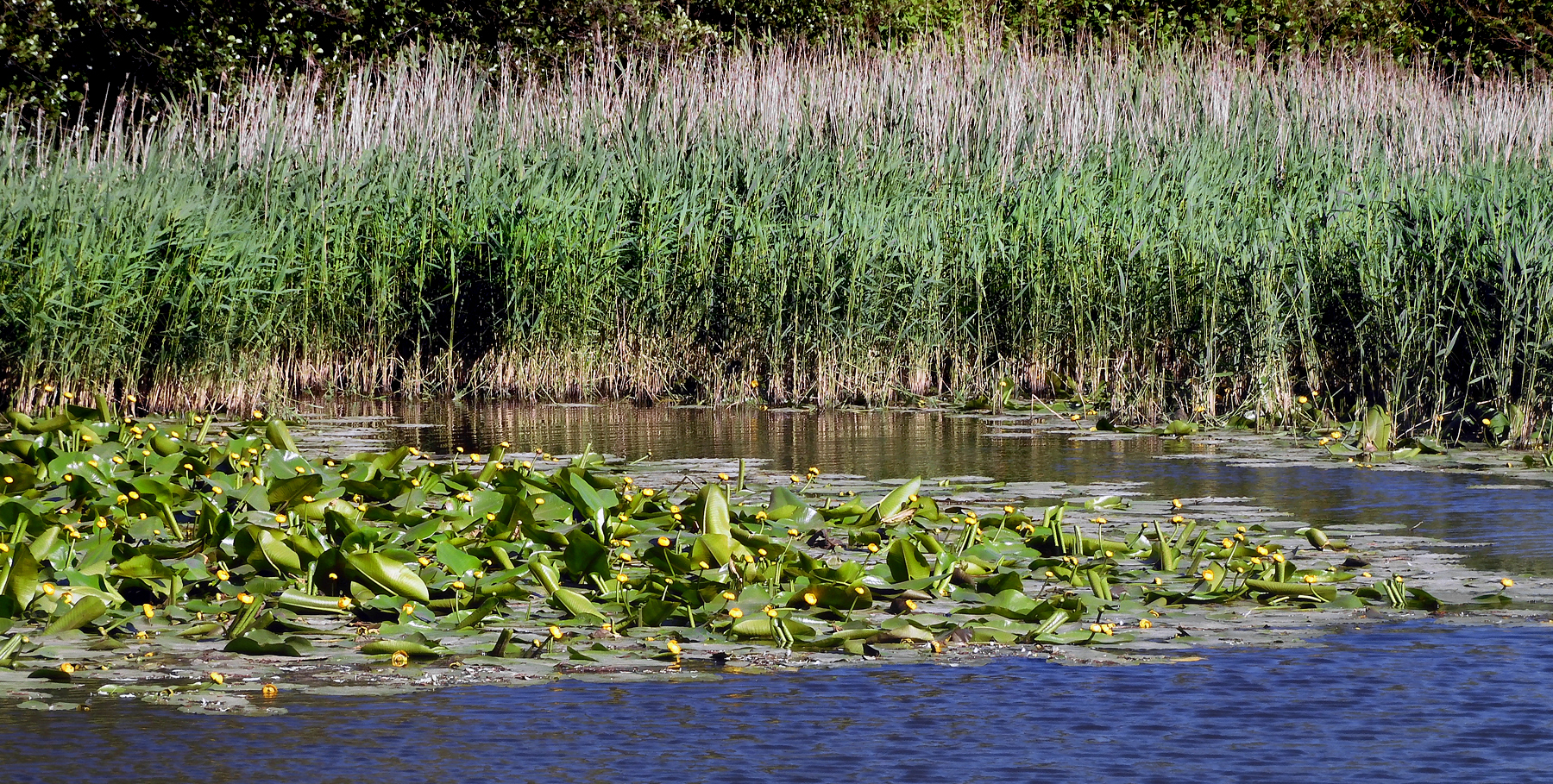
Gul näckros, Nuphar lutea i full blom.

## Taxonomi
.

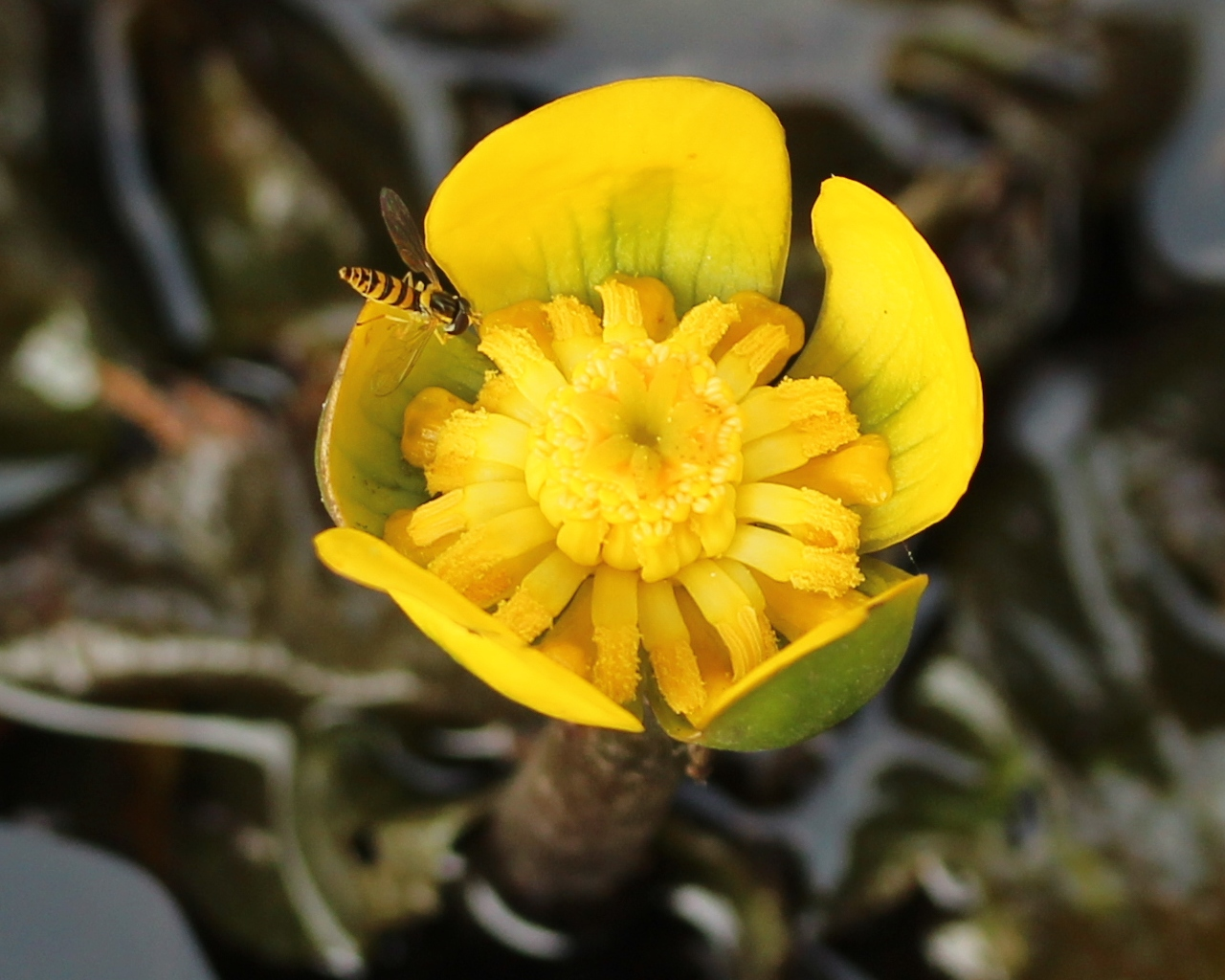
Blomma av Nuphar subintegerrima Makino besöks av svävfluga. Notera de underdimensionerade kronbladen

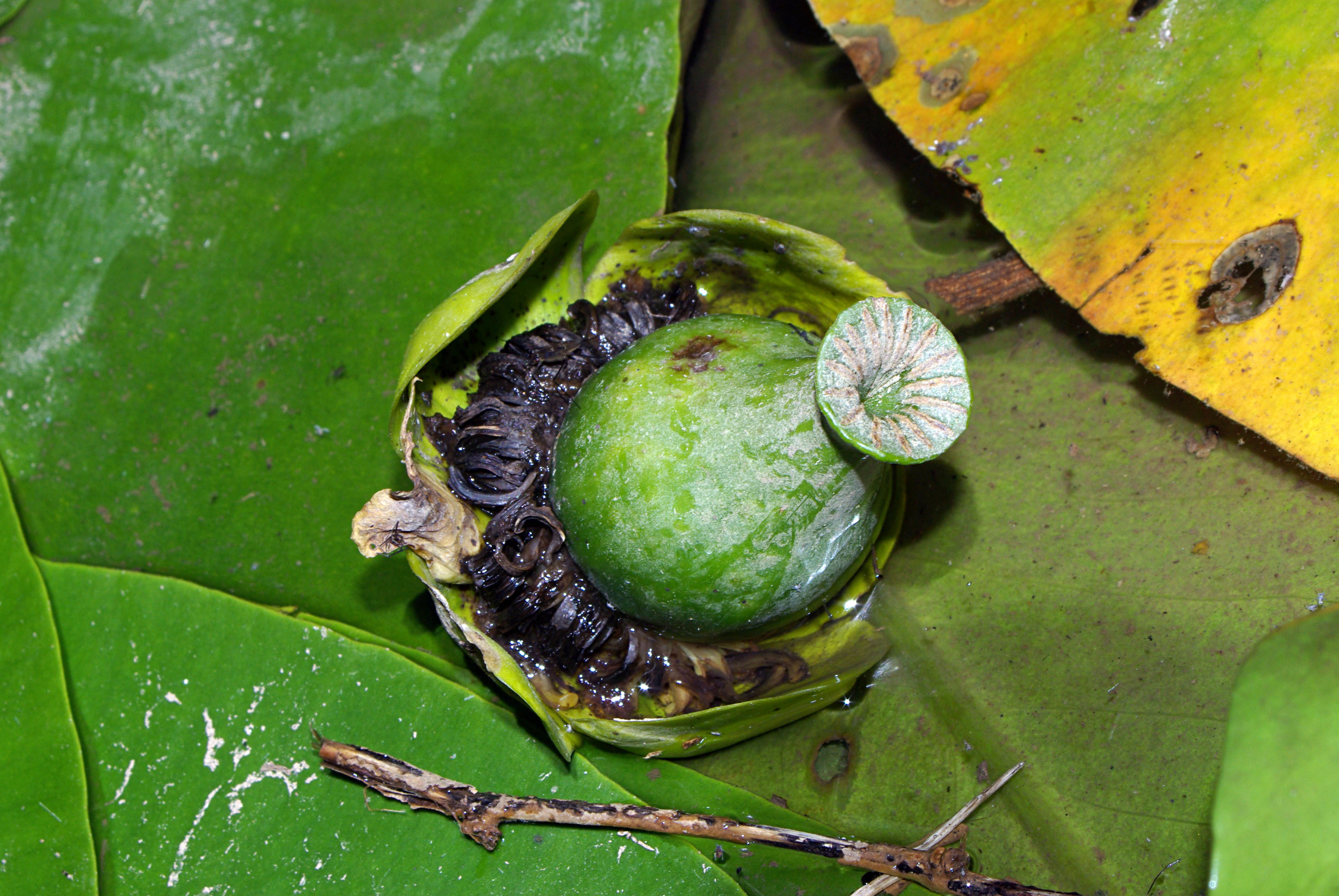
Omogen frukt av Nuphar lutea

Släktet är nära besläktat med Nymphaea. Nuphar skiljer sig genom att dess kronblad är mycket mindre än dess 4–6 ljust gulfärgade foderblad, medan i Nymphaea kronbladen är mycket större än foderbladen. Släktena skiljer sig också åt i sin frukts mognad; medan den mognar, förblir Nuphar-frukter över vattennivån på sina stänglar, medan frukter av Nymphaea sjunker under vattennivån omedelbart efter att deras blommor stängs, och där mognar de. Hos båda släktena flyter bladen och har en radiell skåra från omkretsen till bladskaftets fästpunkt. Beroende på art varierar bladen hos de flesta arter från hjärtformade till praktiskt taget cirkulära med bladskaftet fäst i mitten. 
Antalet arter i släktet är fortfarande under granskning. Fram till mitten av 1900-talet behandlade vissa botaniker släktet som bara en enda variabel art (för vilken den europeiska N. lutea har prioritet), medan vissa andra myndigheter accepterade ytterligare ett dussin arter på basis av traditionella taxonomiska standarder. Ett nyligen genomfört molekylärt arbete har visat att det finns betydande skillnader mellan den eurasiska arten (sect. Nuphar) och den amerikanska arten (sect. Astylus), förutom nordamerikanska N. microphylla, som beskrivs tillsammans med den eurasiska arten. Molekylär taxonomi har definitivt visat att erkännande av så få arter är uteslutet, och tvingat fram ett ökat antal erkända arter; vissa källor listar ett sjuttiotal. Kew Gardens växtlista inkluderar över tjugo accepterade arter, underarter och sorter; det har också ett liknande antal som ännu inte är löst, tillsammans med över tjugo synonymer.

## Fossila taxa

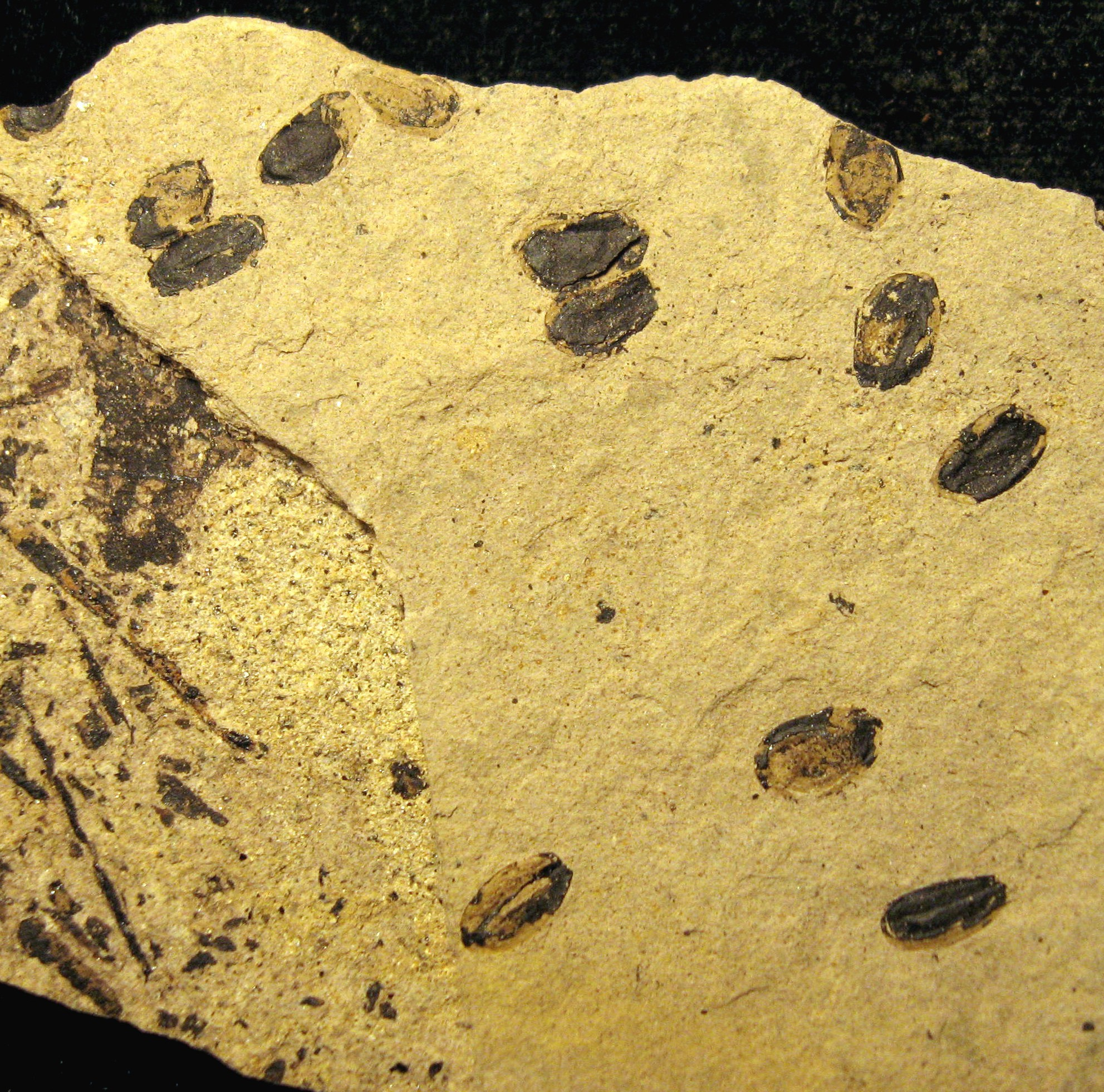
Fossiliserade frön av †Nuphar carlquistii.

Den fossila arten †Nuphar carlquistii har beskrivits baserat på fossiler av frukter, frön, rötter och rhizomfragment.
Andra förmodligen besläktade fossila taxa, som inte tillhör släktet Nuphar, har också beskrivits. Under 2017 identifierades de rikliga fossiliserade fröna av en näckros, känd som Notonuphar, i La Meseta-formationen på Seymourön, Antarktis, som är från eocen. Fröanatomin hos Notonuphar liknar den hos Nuphar, och av denna anledning anses båda vara syskonsläkten. Notonuphar är den första släktingen till Nuphar som är känd för att ha funnits i Gondwana, och den breda geografiska separationen av båda släktena (Notonuphar fanns i Antarktis, medan alla bevarade och utdöda Nuphar-arter är kända från norra halvklotet) stöder att Nuphars moderna utbredning är en reliktfördelning.

## Etymologi
Ordets etymologi är: medeltida latin nuphar, från medeltida latin nenuphar, från arabiska nīnūfar, i sin tur från persiska nīlūfar, som kommer från sanskrit nīlōtpala=blå lotusblomma. För botaniskt kön behandlas namnet som feminint.

## Ekologi
Nuphararter förekommer i dammar, sjöar och långsamma floder och växer i vatten upp till 5 meter djupt. Olika arter är olika anpassade antingen till näringsrika vatten (t.ex. N. lutea) eller näringsfattiga vatten (t.ex. N. pumila).
Våtmarksjordar är hypoxiska, och detta släkte är känt för att kunna växa tillfälligt även i frånvaro av syre. Det kan också finnas ett massflöde av syrehaltig luft, som kommer in med hjälp av de unga bladen, passerar genom rhizomen och går ut genom de äldre bladen. Båda dessa fysiologiska anpassningar till översvämningar anses vara typiska för många våtmarks- och vattenväxter.
Liksom många andra kraftigt växande medlemmar av Nymphaeaceae, tenderar vissa arter av Nuphar att täcka vattenytan helt, blockera ljuset och därigenom döda både nedsänkta växter och mindre konkurrenskraftiga ytväxande vattenlevande organismer. De producerar också alkaloider som experimentellt har visat sig vara allelopatiska, även om det inte är klart hur relevanta föreningarna kan vara i naturen.
Fåglar som vissa ankor äter Nuphar-frön, och däggdjur som bäver och sumpbäver äter rötterna av åtminstone vissa arter. Rådjur äter blommor och unga blad, och bladen betas av andra djur.

## Användning
Nuphararter är mindre allmänt användbara som föda eller medicin än olika arter i det besläktade näckrossläktet Nymphaea. Påståenden om växtens ätbarhet eller inte har varierat vilt, vilket i vissa fall kan ha speglat fel och förvirring, men i ljuset av erkännandet av ett ökat antal arter kan förvirringen till stor del bero på att hittills okända arter skiljer sig åt i sina attribut.
Vissa arter har använts av ursprungsbefolkningar. Unga skott och blad var ibland tillagade men kunde vara för bittra att äta. Huruvida rötterna bör ätas, vilket är tveksamt; vissa källor hävdar att de är för bittra, för fulla av tannin eller helt enkelt för giftiga för att ätas. Alla källor är dock överens om att mogna frön kan poppas eller användas på olika sätt i matlagning. De är då bra och näringsrika, men det krävs mycket arbete för att skörda dem och ta bort fruktkapseln. Till viss del kan detta kringgås genom att frukten får ruttna under vatten i tre veckor eller mer, varefter det är lättare att ta bort fröna. Det ruttnande materialet är dock mycket obehagligt att ha att göra med. Blombladen sägs användas för att göra te, men det är inte klart om det syftar på själva kronbladen eller på de större och mer iögonfallande foderbladen.
Alkaloider i släktet är nufarolutin, nufamin och nufaridin. Förekomsten av sådana föreningar kan förklara några av de medicinska användningarna.
Det har funnits ett växande intresse för Nuphar-alkaloider, deras biologiska och farmakologiska betydelse och deras syntes under de senaste decennierna. Det har spekulerats i att dessa och andra bioaktiva föreningar kan vara relaterade till några av växternas folkmedicinska tillämpningar.
Bortsett från läkemedel, rapporteras bladen av Nuphar innehålla tillräckliga koncentrationer av tannin för att ha använts i stor utsträckning för garvning och färgning av läder, och även för att stoppa blödningar. Rötterna hos vissa arter innehåller också tillräckligt med tannin för att ha använts för garvning.

## Galleri

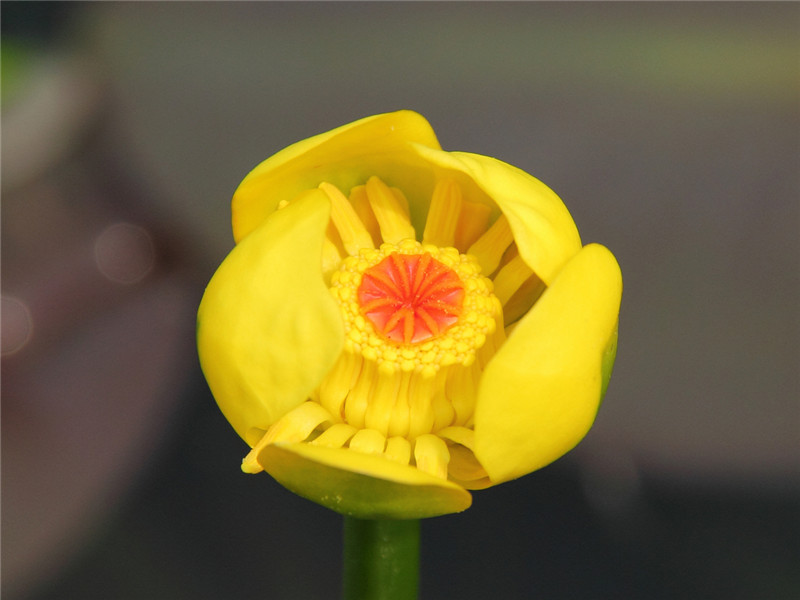
Nuphar pumila
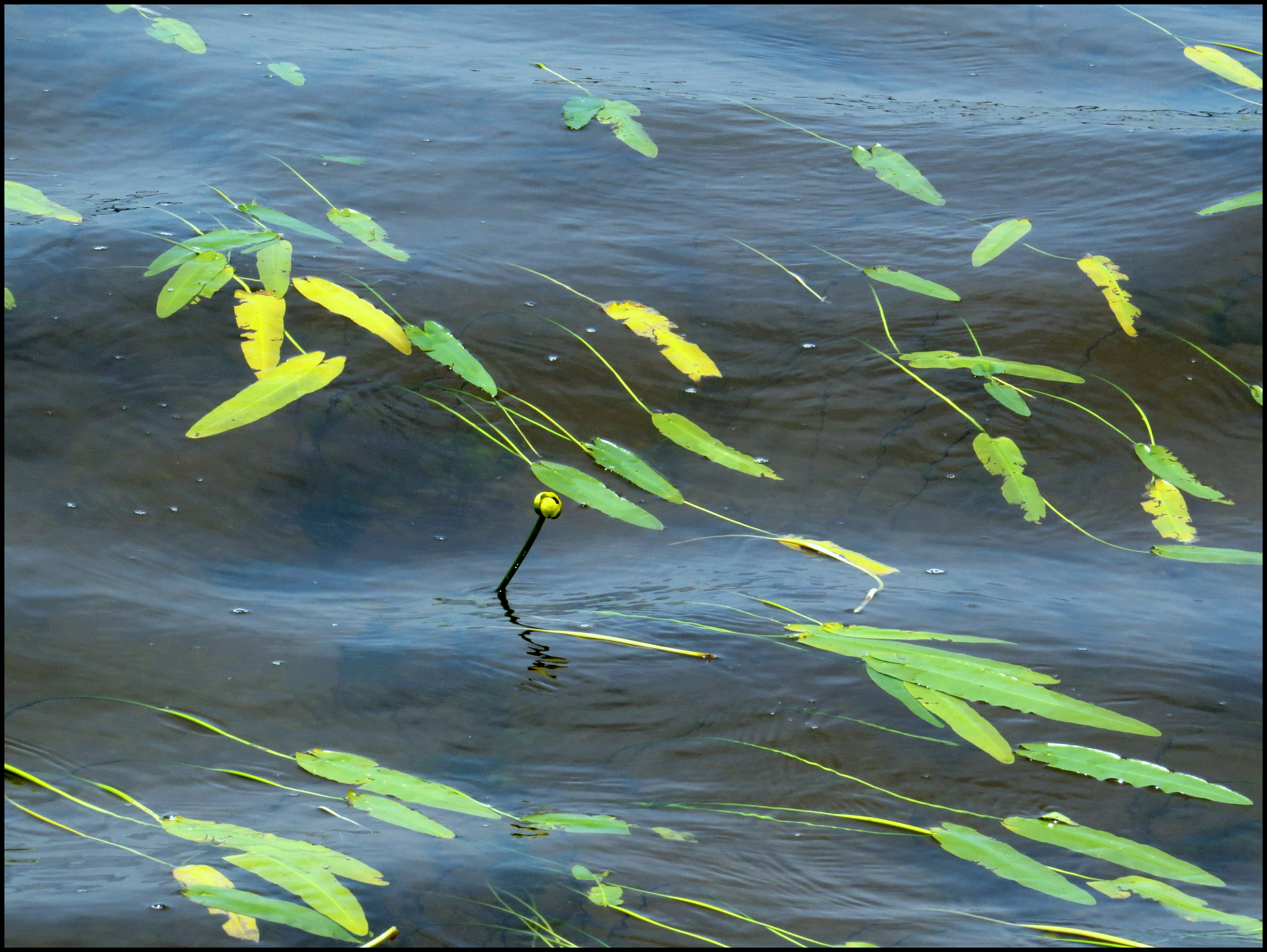
Nuphar sagittifolia
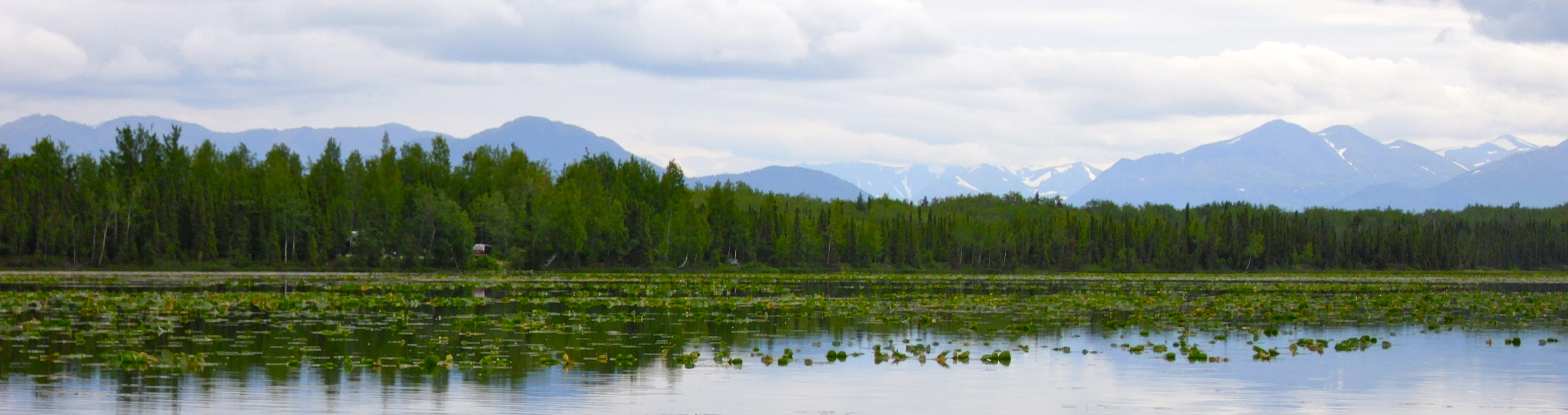
Nuphar spec. i en liten sjö, Kenai National Wildlife Refuge, Alaska